# John James McDannold

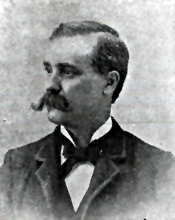
John James McDannold

John James McDannold (* 29. August 1851 in Mount Sterling, Illinois; † 3. Februar 1904 in Chicago, Illinois) war ein US-amerikanischer Politiker. Zwischen 1893 und 1895 vertrat er den Bundesstaat Illinois im US-Repräsentantenhaus.

## Leben
John McDannold besuchte die öffentlichen Schulen seiner Heimat und eine Privatschule in Quincy. Nach einem anschließenden Jurastudium an der University of Iowa in Iowa City und seiner 1874 erfolgten Zulassung als Rechtsanwalt begann er in Mount Sterling in diesem Beruf zu arbeiten. Zwischen 1886 und 1892 amtierte er als Bezirksrichter im Brown County. Gleichzeitig schlug er als Mitglied der Demokratischen Partei eine politische Laufbahn ein.
Bei den Kongresswahlen des Jahres 1892 wurde McDannold im zwölften Wahlbezirk von Illinois in das US-Repräsentantenhaus in Washington, D.C. gewählt, wo er am 4. März 1893 die Nachfolge von Scott Wike antrat. Da er im Jahr 1894 auf eine weitere Kandidatur verzichtete, konnte er bis zum 3. März 1895 nur eine Legislaturperiode im Kongress absolvieren. Nach dem Ende seiner Zeit im US-Repräsentantenhaus zog John McDannold nach Chicago, wo er als Anwalt praktizierte. In dieser Stadt ist er am 3. Februar 1904 auch verstorben.